# En blanc II
En blanc II (en alemany Auf Weiss II ) és una pintura a l'oli sobre tela realitzada per Vassili Kandinski del febrer a l'abril de 1923. Va ser pintat a la ciutat alemanya de Weimar.

## Anàlisi
Aquesta tela del període de Bauhaus en què els kandinskis s'havien penjat en el seu menjador Dessau, En blanc II reprèn una obra de 1920 i el seu tema de les diagonals que es creuen. Però també recorda algunes pintures dels anys 1910 que mostraven enfrontaments d'elements pictòrics, de gigantomàquies de línies i de colors, com esdeveniments que es desenrotllen a la tela.
En la pintura es veu la tensió entre dues diagonals que emanen del fons gairebé quadrat el blanc del qual dona títol a l'obra. És per això que recorda els quadrats blancs de Kazimir Malèvitx, però també allò que Kandinski mateix diu del fons dels seus quadres: He après a barallar-me amb la tela, a conèixer-la com un ésser resistent al meu desig (el meu somni), i a sotmetre-la a aquest desig a través de la violència. D'entrada ella hi és, com una verge pura i casta a simple vista, a la joia celestial, aquesta tela pura és ella mateixa tan bella com un quadre. Tot seguit arriba el pinzell ple d'esperança que, a voltes aquí, a voltes allà, la conquereix a poc a poc amb tota l'energia de què disposa, com un colon europeu que travessa la salvatge Verge Natura, aquella que ningú mai no ha tocat, s'encamina amb la destral, la pala, el martell i la serra per doblegar-la al seu gust.
En En blanc II, la blancor de la tela verge és redoblada pel fons blanc que veu néixer a la seva superfície com un remolí de forces. Gràcies al moviment centrípet, les forces s'organitzen en una dualitat de línies negres. Perquè, contràriament a altres gigantomàquies i al precedent En blanc, Kandinski aconsegueix una claredat general mitjançant components purs, com si la baralla amb la tela hagués resultat amb la realització del desig del pintor.